# 国際なぎなた連盟
国際なぎなた連盟（こくさいなぎなたれんめい、英表記:International Naginata Federation、略称INF）は、なぎなた競技の国際競技連盟である。

## 歴史
地道な活動により日本国内で歩を固めてきた全日本なぎなた連盟は、わずかずつではあるが国際化を意識した活動も行ってきた。1965年に台湾で開催された第1回国際社会人剣道大会において、なぎなたの演武や異種試合を行ったのが始まりとされる。1968年には、米国剣道連盟会長であった森寅雄に依頼されて在米日本人女性になぎなたを指導を始めた。以降アメリカ合衆国国内における普及に繋がり、1974年には森寅雄夫人を会長とするアメリカなぎなた連盟が発足している。
なぎなたを更に世界に広く知らしめたのは1970年である。大阪で開催された日本万国博覧会の会場でなぎなた演武を披露、同年の第1回世界剣道選手権大会においてなぎなたの演武や競技が披露された。これに導かれるように、1972年にフランス剣道連盟会長が女性体育教師を伴い、なぎなた研究のため全日本なぎなた連盟を訪れた。爾来、連盟道場のあった修武館に海外から修行で訪れる者が次第に増加していく。
1976年に「ヨーロッパ武道親善使節」が欧州諸国を訪れ公開演武や講習会などを実施、こうしてフランスにおいてもなぎなたの国内競技連盟であるフランス柔道柔術剣道及び関連武道連盟 国内剣道及び関連武道委員会（CNK または CNKDR）が発足し、次第に国際競技連盟を組織しようという機運が高まる。
フランスのCNKから打診を受けた全日本連盟は国際競技連盟結成に乗り出す。理事会設立や規約の取り決め、寄付金収募等のハードルを乗り越え、ついに1990年12月8日に国際なぎなた連盟が発足した。初代会長に柳川覚治、常任理事に小西静子（全日本なぎなた連盟会長）という陣容であり、加盟国はアメリカ合衆国、フランス、ニュージランド、オランダ、スウェーデン、ベルギー、日本の7か国であった。翌9日には、連盟結成を祝して「国際なぎなた連盟結成親善大会」を日本武道館で開催した。この大会には未加盟であったイギリス、オーストラリア、カナダ、ブラジルも参加している。
1995年には連盟および全日本連盟の共催で、世界なぎなた選手権大会が代々木競技場第二体育館で開催された。
連盟はその後も日本国外への積極的な普及活動を行っている。

## 加盟国
2013年現在、次の13か国が加盟国している。
| No. | 地域         | 加盟国           | 加盟年月 |
| --- | ------------ | ---------------- | -------- |
| 1   | アジア       | 日本             | 1990年   |
| 2   | 南北アメリカ | アメリカ合衆国   | 1990年   |
| 3   | 南北アメリカ | ブラジル         | 1993年   |
| 4   | 南北アメリカ | カナダ           | 2007年   |
| 5   | ヨーロッパ   | フランス         | 1990年   |
| 6   | ヨーロッパ   | オランダ         | 1990年   |
| 7   | ヨーロッパ   | スウェーデン     | 1990年   |
| 8   | ヨーロッパ   | ベルギー         | 1990年   |
| 9   | ヨーロッパ   | チェコ           | 1999年   |
| 10  | ヨーロッパ   | ドイツ           | 2007年   |
| 11  | ヨーロッパ   | イタリア         | 2009年   |
| 12  | オセアニア   | ニュージーランド | 1990年   |
| 13  | オセアニア   | オーストラリア   | 1999年   |

## 主な主催大会
- 世界なぎなた選手権大会 (World Naginata Championships)
- INF親善大会 (INF Friendship Tournaments)

## 役職者
1990年連盟結成時。（ ）内は当時の役職。
- 会長 - 柳川覚治（参議院議員）
- 常任理事 - 小西静子（全日本なぎなた連盟会長）

2013年現在。
- 会長 - 橋本久美子（橋本龍太郎夫人）
- 副会長 - 長濱文子、ヘレン・ナカノ（アメリカ合衆国）、アレキサンダー・ベネット（ニュージーランド）
- 常任理事 - 木村恭子
- 事務総長 - 玉置捷子

2019年現在。
- 会長 - 橋本久美子
- 副会長 - 木村恭子、宮川祥子、ヘレン・ナカノ（アメリカ合衆国）、アレキサンダー・ベネット（ニュージーランド）
- 事務総長 - 玉置捷子
- 監査役 - 安倍昭恵、岩堀雅彦